# Henry-François Vernillat
Henry-François Vernillat, francoski general, * 21. marec 1884, † 26. junij 1949.